# Green Crag (kulle i Antarktis, lat -62,03, long -58,13)
Green Crag är en kulle i Antarktis. Den ligger i Sydshetlandsöarna. Argentina, Chile och Storbritannien gör anspråk på området. Toppen på Green Crag är 318 meter över havet.
Terrängen runt Green Crag är kuperad åt nordväst, men åt sydost är den platt.  Trakten är glest befolkad. Närmaste befolkade plats är Commandante Ferraz Station, 14,9 kilometer väster om Green Crag. 